# فرودگاه ونشان پوژوهی
فرودگاه ونشان پوژوهی  (به انگلیسی: Wenshan Puzhehei Airport) (به زبان بومی: 文山普者黑机场) یک فرودگاه همگانی با کد یاتا WNH است . این فرودگاه در کشور چین قرار دارد .

## شرکت‌های هواپیمایی و مقصدهای پروازی

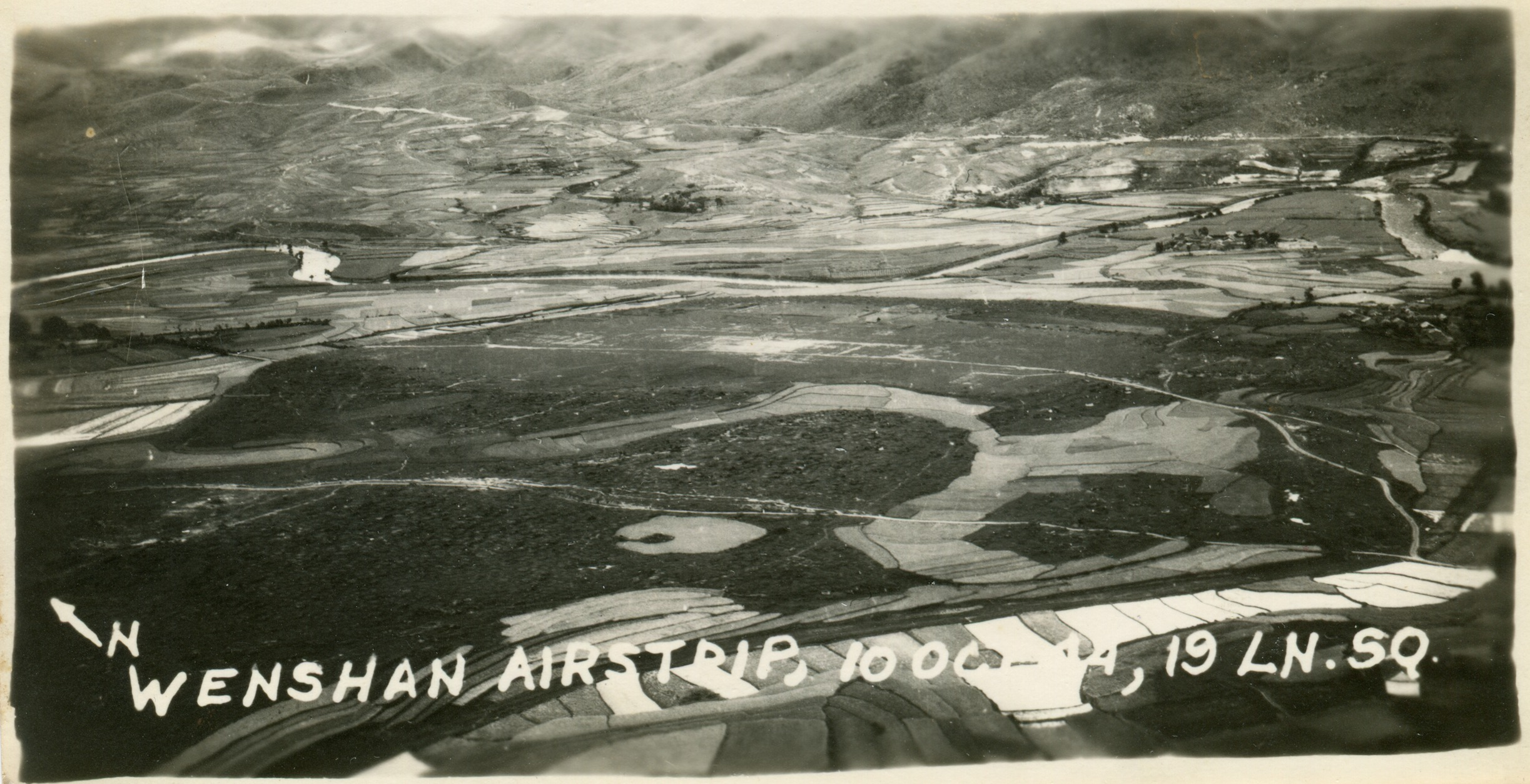
Scan of an antique photograph of 'Wenshan Airstrip' dated 10 Oct 1944.

| شرکت‌های هواپیمایی  | مقصدهای پروازی                     |
| ------------------ | ---------------------------------- |
| هواپیمایی شرقی چین | کونمینگ چانگشوی، شانگهای هونگچیائو |
| وست ایر            | چنگچینگ ییانگبی                    |